# Девятигір'я
Девятигір'я  (рос. Девятигорье) — хутір в Пристенському районі Курської області Російської Федерації.
Населення становить 6 осіб. Входить до складу муніципального утворення Черновецька сільрада.

## Історія
Населений пункт розташований на території українського етнічного та культурного краю Східна Слобожанщина.
Від 2004 року входить до складу муніципального утворення Черновецька сільрада.

## Населення
| 2002 | 2010 |
| ---- | ---- |
| 28   | ↘6   |